# Dvory nad Žitavou
Dvory nad Žitavou (węg. Udvard) – wieś (obec) w południowo-zachodniej Słowacji w kraju nitrzańskim, w powiecie Nowe Zamki na Nizinie Naddunajskiej. 